# Reis (rang militar)
Reis (uneori scris Rais) a fost un rang militar turc asemănător cu cel al unui căpitan naval, care era de obicei adăugat la numele ofițerului ca un epitet. De exemplu:
- Piri „Reis”
- Turgut „Reis”
- Uluç Ali „Reis”
- Seydi Ali „Reis”

Rangul „Reis Pașa” se referă la un amiral, în timp ce „Kapudan Pașa” (tradus ca „Marele Amiral”; literal „Căpitan Pașă”) reprezintă titlul comandantului-șef al flotei otomane.